# ヴィッラチードロ
ヴィッラチードロ（イタリア語: Villacidro ( 音声ファイル)）は、イタリア共和国サルデーニャ州南西部にある都市で、その周辺地域を含む人口約1万4000人の基礎自治体（コムーネ）。

## 地理

### 位置・広がり
ヴィッラチードロの市街は、サンルーリの南西約18km、カルボーニアの北東約37km、州都カリャリの北西約42km、オリスターノの南南東約51kmに位置する。

#### 隣接コムーネ
隣接するコムーネは以下の通り。
- ドムズノーヴァス
- ゴンノスファナーディガ
- サン・ガヴィーノ・モンレアーレ
- サンルーリ
- セッラマンナ
- ヴァッレルモーザ
- ヴィッラソール